# Ross Errilly

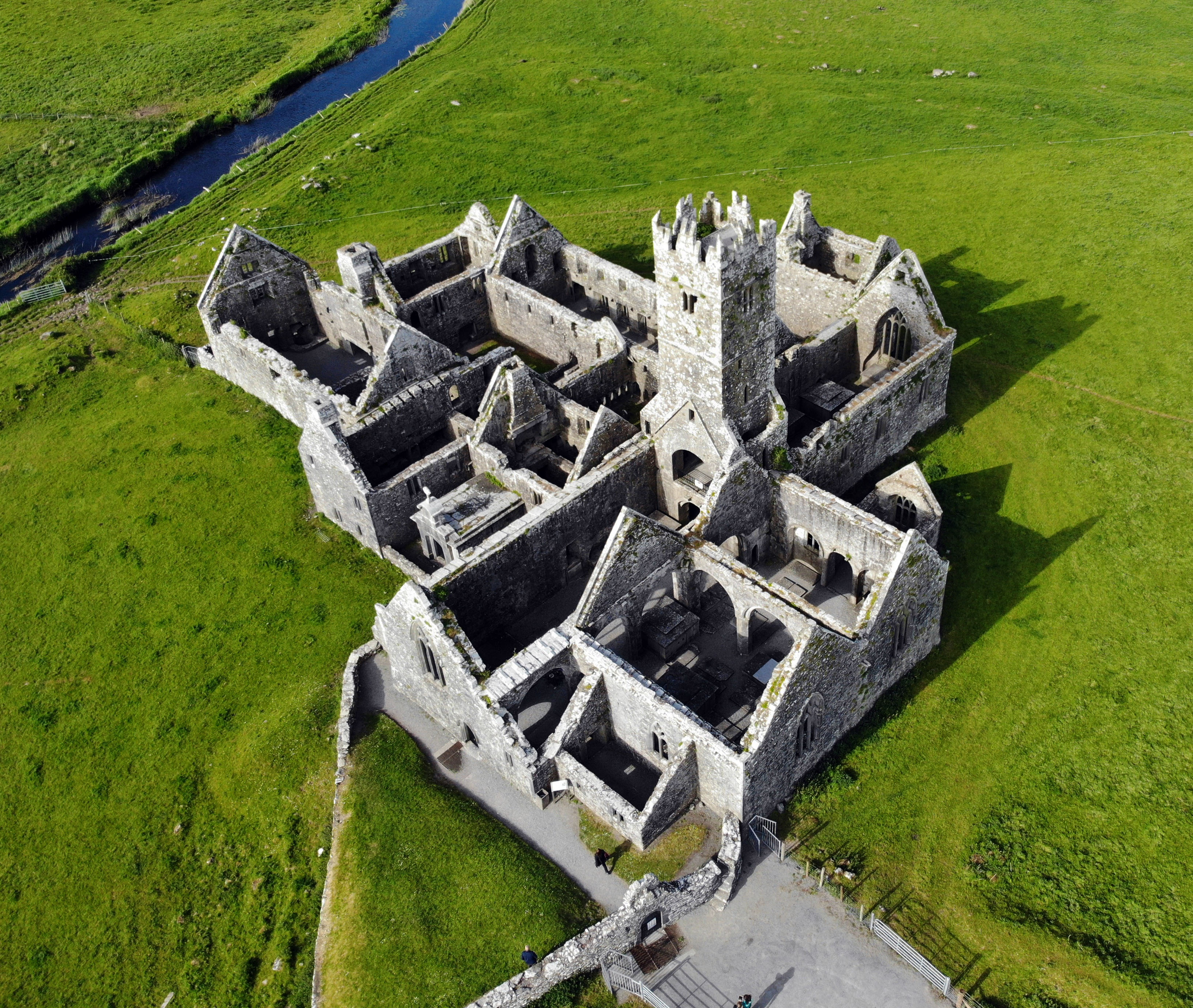
Die Ruinen von Ross Errilly

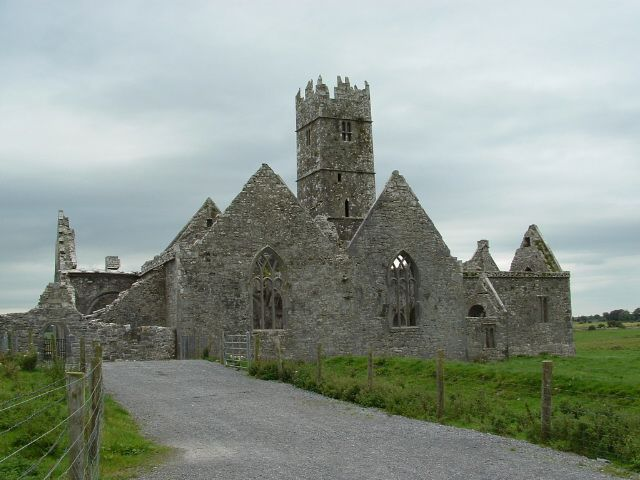
Die Ruinen von Ross Errilly

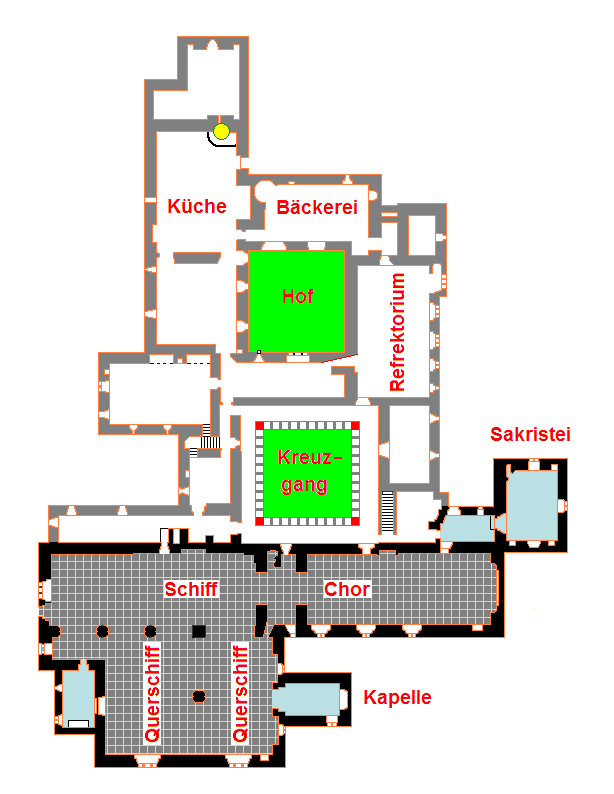
Plan von Ross Errilly

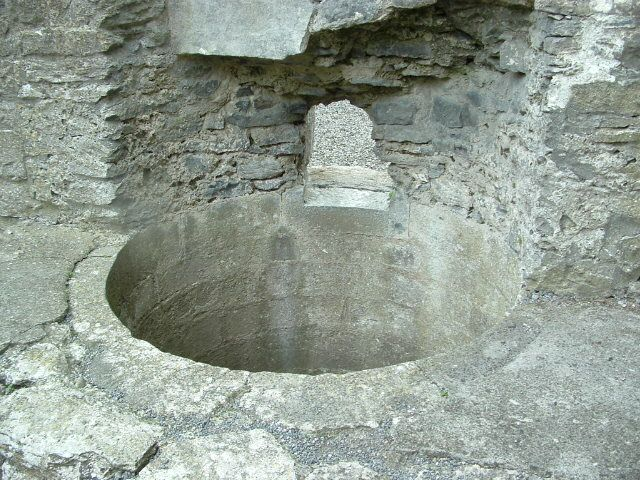
Gemauerter Fischkasten

Das Kloster Ross Errilly (auch Rosserrilly, Rosseriall Friary, Ross Friary, irisch Mainistir an Rois, Mainistir Ros Oirialaigh) ist ein ehemaliges Franziskanerkloster im äußersten Norden des Countys Galway in Irland.
Die Ruinen der Ross Errilly Friary liegen ungefähr zwei Kilometer nordwestlich von Headford und etwa 150 m vom Black River entfernt, der sechs Kilometer weiter in den Lough Corrib (See) mündet. Der Fluss bildet die Grenze zwischen den Countys Galway und Mayo.
Ross Errilly gehört zu den besser erhaltenen, mittelalterlichen Franziskanerklöstern des Landes. Die Kirche mit zentralem quadratischen Glockenturm (von 1498) gehört zum Kloster. Unter den im Erdgeschoss nahezu komplett erhaltenen Außenmauern der Klosterräume sind eine Küche (mit Ofen und einem Wasserbehälter für Fische), ein Backhaus und das Refektorium, der Speiseraum identifizierbar. Eine Besonderheit für Franziskanerklöster bildet ein zweiter Hof. Die Schlafsäle der Mönche lagen auf der oberen, nicht erhaltenen Ebene. Wie andere aufgelassene christliche Stätten in Irland ist auch das Gelände der Kirche von Ross Errilly als Friedhof verwendet worden. Zusätzlich zu denen der aktiven Periode der Friary sind innerhalb der Kirche Gräber aus dem 18. bis 20. Jahrhundert zu finden. In einigen Fällen liegen Grabplatten auf dem Boden.

## Geschichte
Anhand der Annalen der vier Meister wurde das Kloster im Jahre 1351 von Raymond de Burgh aus einer lokalen cambro-normannischen Familie gegründet und während des 15. Jahrhunderts erweitert. Die Geschichte der Franziskaner von Ross Errilly ist durch Vertreibungen, Verfolgungen und Wiederaufbau gekennzeichnet.
- Im Jahre 1538 töteten die englischen Besatzer eine unbestimmte Zahl von Mönchen, die in Opposition zu Heinrich dem VIII. standen.
- Zu Beginn der Herrschaft der Königin Elisabeth I. 1558 wurde die Abtei an Richard Sassanach Burgh, 2. Earl von Clanricarde (gest. 1582) übergeben. Der Nachkomme des Gründers gab sie den Franziskanern zurück.
- Im Jahre 1584 konfiszierte die englische Krone das Kloster erneut und gab es einem Adligen, der die Mönche vertrieb und die Gebäude ausplünderte. Bereits 1586 kaufte Ulick Burke der 3. Graf von Clanrickarde die Friary und gab sie abermals den Franziskanern zurück.
- Zu Ende des 16. Jahrhunderts vertrieb die Krone die Mönche erneut und benutzte das Kloster als Garnison. Im Jahre 1604 gibt ein Richard Burke 4. Earl von Clanrickarde Ross Errilly erneut zurück und finanziert die Instandsetzung.
- 1612 fordert Arthur Chichester 1. Baron Chichester (Lord Deouty of Ireland) den in der Liste der Erzbischöfe von Tuam nicht verzeichneten William Daniel auf, die Abtei zu schließen und die Mönche zu vertreiben.
- Im Jahre 1626 kommen acht Mönche nach Ross Errilly zurück und genießen ein Vierteljahrhundert relativen Friedens.
- Während der Feldzüge Oliver Cromwells in Irland diente Ross Errilly als Fluchtburg des katholischen Klerus, der aus den anderen Teilen Irlands vertrieben worden war. Im August 1656 erreichten Cromwells Männer Ross Errilly und zerstörten es. Die 140 Kleriker waren Stunden zuvor geflohen. Die Legende besagt, dass die Mönche zuvor die Glocke vom Turm holten und im nahen Black River versenkten, wo sie bis heute liegt.
- Im Jahre 1660 bestieg Charles II. den Thron in England. Seine nominal tolerante Politik erlaubte die Reparatur der Abtei im Jahre 1664.
- Die Revolution von 1688 führte zur erneuten Verfolgung des katholischen Klerus. Wieder wurde Ross Errilly verlassen.
- Die Aufzeichnungen zeigen, dass die Mönche im Jahre 1712 zurück waren, die Abtei aber 1731 aus unerfindlichen Gründen erneut verließen. Sicher ist, dass sie im Jahre 1753 erneut zurückkamen. Die Liegenschaft besaß jetzt Baron George St. George, ein lokaler Adliger. Zu dieser Zeit waren die Penal Laws in Kraft und St. George riskierte sein Leben wenn er die Mönche unterstützte. Er wurde angezeigt, erfuhr von der Anklage und die Mönche evakuierten das Kloster zum letzten Mal.
- Sie errichteten auf einer kleinen Insel im Black River, ungefähr eine Meile flussabwärts ein neues Domizil. Die Insel (die nicht mehr besteht) wurde als „Mönchs-Insel“ bekannt. 36 Jahre lang feierten sie Sonntagsmessen im alten Abteigebäude. Bis 1801 sank die Zahl der Mönche auf drei, obwohl die Messe bis 1804 regelmäßig gelesen wurden. 1832 beendete die Gemeinde die Nutzung von Ross Errilly. Der Geograph Samuel Lewis notiert 1837 in seinem topographischen Wörterbuch von Irland, das „eines der Fenster noch vollkommen intakt ist“, aber das Dach war bereits 1812 eingestürzt.